# Sarāb-e Sheykh Ḩasan
Sarāb-e Sheykh Ḩasan (persiska: سراب شيخ حسن, سَراب) är en ort i Iran.   Den ligger i provinsen Kurdistan, i den nordvästra delen av landet, 400 km väster om huvudstaden Teheran. Sarāb-e Sheykh Ḩasan ligger 2 028 meter över havet och antalet invånare är 257.
Terrängen runt Sarāb-e Sheykh Ḩasan är lite kuperad.Runt Sarāb-e Sheykh Ḩasan är det ganska tätbefolkat, med 72 invånare per kvadratkilometer. Närmaste större samhälle är Bolbolānābād, 17,2 km nordväst om Sarāb-e Sheykh Ḩasan. Trakten runt Sarāb-e Sheykh Ḩasan består i huvudsak av gräsmarker.